# Superbulle

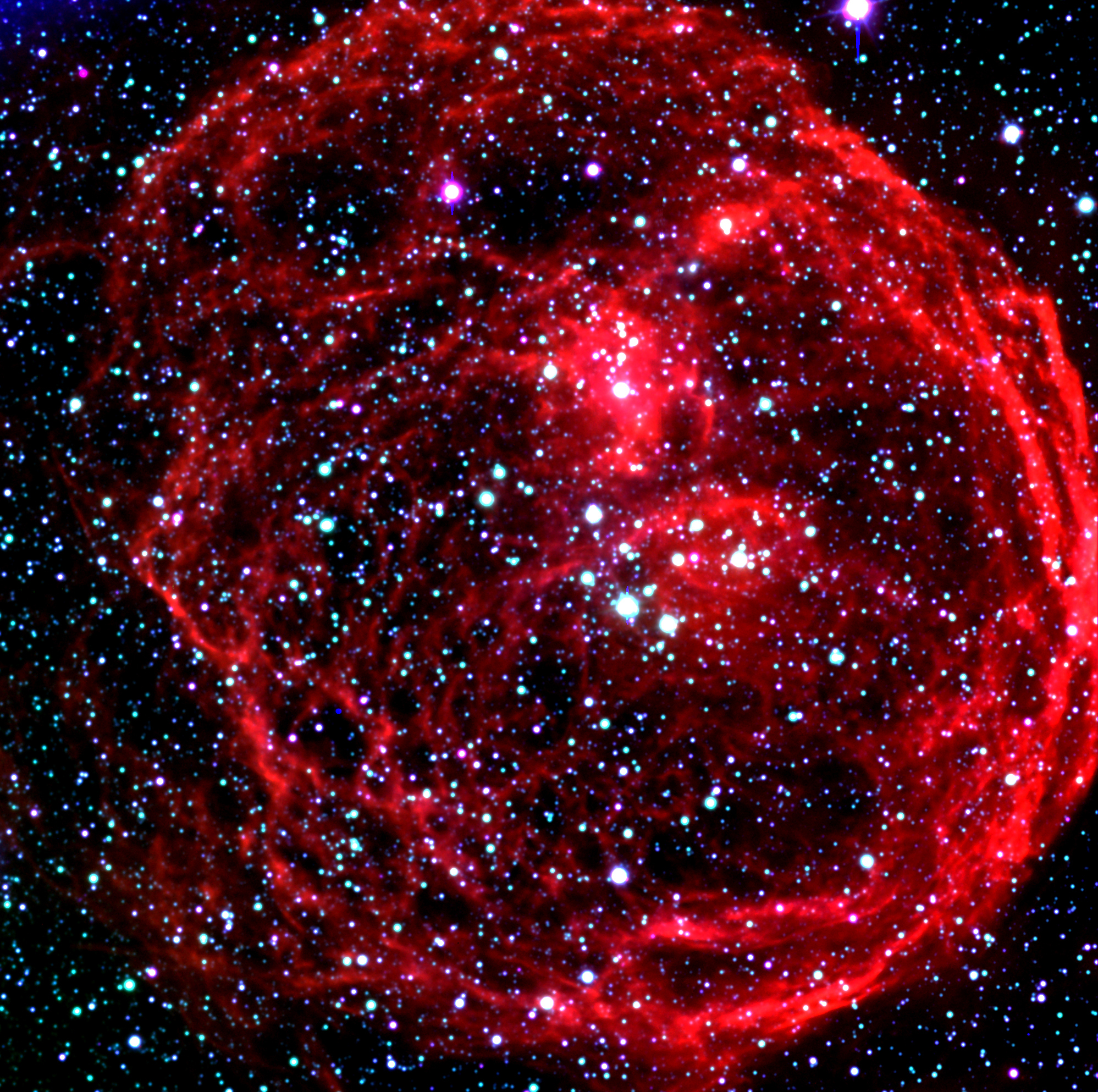
La superbulle Henize 70, également connue sous les noms N70 et DEM301, située dans le Grand nuage de Magellan.

En astronomie, une superbulle est une cavité très chaude (plusieurs millions de degrés) et très étendue (plusieurs centaines d'années-lumière), formée dans le milieu interstellaire par les vents et les explosions d'étoiles massives. 

## Formation
Les étoiles les plus massives, celles ayant des masses situées entre huit et environ cent masses solaires et situées dans les types spectraux O et B, se trouvent généralement dans des groupes nommés associations OB. Les étoiles massives de type O possèdent de forts vents stellaires, et tous ces types d'étoiles terminent leur vie sous forme de supernova.
Les vents stellaires les plus forts relâchent une énergie cinétique d'environ 1051 ergs (1044 joules) durant la vie de l'étoile, ce qui est du même ordre que celle libérée par l'explosion d'une supernova. Ces vents peuvent former des bulles de vent stellaire, semblables à l'héliosphère, de plusieurs dizaines d'années-lumière d'envergure. 
Dans une association OB, les étoiles sont si proches que leurs vents peuvent fusionner, formant une gigantesque bulle, appelée superbulle. 
À la mort des étoiles, les explosions de supernova génèrent, de manière semblable, des ondes de choc qui peuvent s'étendre sur des distances encore plus grandes. 
Les étoiles d'une association OB ne sont pas liées par la force gravitationnelle, mais elles s'éloignent les unes des autres à une vitesse faible (de l'ordre de 20 kilomètres par seconde), et elles épuisent leur combustible rapidement (en quelques millions d'années), de sorte que la plupart des explosions de supernova a lieu dans la cavité formée par les vents stellaires,. Ces explosions ne forment jamais des rémanents de supernova visibles, leur énergie est déposée à l'intérieur de la bulle. Ainsi à la fois les vents stellaires et les supernovae alimentent l'expansion de la superbulle dans le milieu interstellaire.
Le gaz interstellaire repoussé par les superbulles forme généralement une coquille dense autour de la cavité en se refroidissant. Ces coquilles ont tout d'abord été observées à l'aide de la raie à 21 centimètres de l'hydrogène, ce qui a mené à établir la théorie de la formation des superbulles. Elles sont également observées - surtout pour les jeunes objets - en rayons X (car leur intérieur est très chaud), en lumière visible (raies d'ionisation) et en infrarouge (émission des poussières balayées dans la coquille). Les superbulles les plus vieilles et étendues, observées dans la raie à 21 centimètres, peuvent résulter de la combinaison de plusieurs superbulles, et sont parfois nommées supercoquilles.
Les grandes superbulles peuvent percer le disque galactique, dissipant leur énergie dans le halo galactique environnant ou même dans le milieu intergalactique,.

## Interactions entre les bulles
Certaines bulles semblent être reliées entre elles par des tunnels de gaz, larges ou non, notamment la Bulle locale avec la bulle de la Boucle I, et avec la superbulle GSH 238+00+09.

## Système solaire
Le système solaire traverse actuellement une superbulle connue sous le nom de Bulle locale. On note ses frontières par une augmentation soudaine de l'extinction, causée par la poussière interstellaire, de la lumière des étoiles située à plus de quelques centaines d'années-lumière de distance.